# Кацов, Геннадий Наумович
Генна́дий Нау́мович Кацо́в (родился в 1956 году) — советско-американский поэт, писатель, эссеист, литературный критик, журналист, теле- и радиоведущий. В 1980-х был одним из организаторов московского клуба «Поэзия» и участником московской литературной группы «Эпсилон-салон». С 1989 года живёт и работает в США.

## Биография
Родился 13 февраля 1956 года в Евпатории. Жил в Херсоне. Окончил Николаевский кораблестроительный институт и двухгодичный курс журналистики при Всесоюзном заочном университете общественных знаний.
В начале 1980-х переехал в Москву. Был одним из организаторов московского клуба «Поэзия» (1986). Входил в состав Правления (Совета), принимавшего в клуб новых участников. C 1987 по 1989 годы был его директором. Входил в состав литературной группы «Эпсилон-салон». Стихотворения опубликованы в энциклопедической антологии «Самиздат века» (1997 г.), проза — в литиздании «Митин Журнал».
Устраивал выступления звезд советского андерграунда в своей московской квартире. Одно из первых выступлений поэта и барда Александра Башлачёва в Москве прошло зимой 1985 года в квартире на улице Шоссейной (Печатники, район Текстильщики).
Повести Геннадия Кацова были опубликованы в Митином журнале; статьи, рассказы, пьесы и стихи публиковались в альманахе Черновик (Нью-Йорк), а подборка стихов вошла в первый выпуск журнала «Крещатик» (Киев).
В 1989 году эмигрировал в США. С 1989 по 1991 год вместе с Сергеем Довлатовым и Александром Генисом работал на радио «Свобода», где вёл постоянные передачи по современной культуре в программе Петра Вайля «Поверх барьеров». Регулярно публиковался в газете «Новое русское слово». Публиковался в русско-американском литературном альманахе «Слово\Word». Издавал молодёжный нью-йоркский еженедельник «Печатный орган» (1994—1998). Был главным редактором «Путеводителя по Нью-Йорку» (ежеквартальное издание, 1997—1998), еженедельника «Теленеделя» (2000—2004), еженедельного журнала «Метро» (2004—2007)
В 1995—1997 гг. был одним из основателей и совладельцем авангардистского русского кафе «Anyway» на Манхэттене. Был ведущим еженедельной телепередачи «Нью-Йорк: история с географией» в программе Дмитрия Полетаева «Добрый вечер, Америка!» (общенациональное телевидение EABC, Нью-Йорк, 1997—1999), еженедельной часовой радиопрограммы «Утренняя солянка» на русско-американском радио RTN/WMNB (1998—2000), главным редактором радио RTN/WMNB (2000—2003).
С 2000 г. является автором и ведущим ежедневной политико-экономической 30-минутной телепрограммы «Ни дня без строчки. Обзор американской прессы» на русско-американском телевидении RTN/WMNB; с 2003 года — автор и ведущий ежедневной телепрограммы «Утренняя пробежка» и воскресной программы «Пресс клуб» на русско-американском национальном телеканале RTN/WMNB. C 2010 г. — владелец и главный редактор русско-американского новостного портала RUNYweb.com, частью которого является Энциклопедия Русской Америки. Периодически принимает участие в программе «Пятый этаж» на Би-би-си
В 2014 г. Геннадий Кацов был номинирован на звание «Человек года русскоязычной Aмерики» в номинации «За выдающиеся достижения в области СМИ».
В 2011 году, после почти 18-летнего перерыва, вернулся к поэтической деятельности. Выступал на Крепсовских чтениях, которые с 1997 года ежегодно проходят в Бостонском Колледже. С весны 2011 года в течение полутора лет занимался литературно-художественным проектом Словосфера, который представляет собой поэтические тексты-посвящения шедеврам изобразительного искусства. В начале апреля 2013 года проект был впервые презентован в Москве на встрече поэтов «Перекрёстки». В конце апреля 2013 года «Словосфера» вышла в виде книги. В июне того же года в Нью-Йорке прошли две презентации книги — в Центральной Бруклинской публичной библиотеке и в Национальном арт-клубе США. В декабре в журнале «Новое Литературное Обозрение» вышла рецензия на книгу «Словосфера», написанная литературоведом и переводчиком Яном Пробштейном. 25 января 2014 года презентация проекта «Словосфера» при полном аншлаге прошла в Центральной Нью-Йоркской Публичной библиотеке (NYPL) на Пятой Авеню.
Первая публикация стихов Геннадия Кацова современного периода состоялась в литературном журнале «Окно» в конце мая 2013 г., в начале июня подборка стихов была опубликована в поэтическом альманахе «45-я Параллель», а в июле на литературном ресурсе Сетевая Словесность. Начиная с осени 2013 года публикации стихов и эссе Геннадия Кацова вышли в журналах «Знамя», «Звезда», «Дружба народов», «Нева», «Октябрь», «Волга», «Новое Литературное Обозрение» «Новый журнал»,"Крещатик", «Слово/Word», «Время и Место», «Интерпоэзия», «Гвидеон», «День и Ночь», «Зарубежные Записки», «Зинзивер», «Дети Ра», «Эмигрантская лира», «Связь времен», «Литературная Америка», «Новый Гильгамеш», «Этажи», «Prosodia», «Времена», «Homo Legens», «Семь искусств», «Пэтика», а также в онлайн-ресурсах «Colta», «Сноб», «Частный Корреспондент», «Перемены», «Дискурс» и др. Член редколлегий журналов «Времена» (США) и «Эмигрантская лира» (Бельгия).
В начале осени 2013 года вышел сборник стихов Геннадия Кацова «Меж потолком и полом», который вошел в лонг-лист «Русской Премии» по итогам 2013 г. и был номинирован на Международную Волошинскую Премию 2014 года, а подборка стихов «Четыре слова на прощанье» вошла в шорт-лист Волошинского конкурса того же года.
Вышедший в 2014 году сборник стихов «365 вокруг Солнца» вошёл в лонг-лист «Русской Премии» по итогам 2014г. 

Геннадий Кацов стал лауреатом премии журнала «Дети Ра» за 2014 год.
В 2014 году вместе с поэтом Игорем Сидом составил международную миротворческую поэтическую антологию НАШКРЫМ, вышедшую в американском издательстве КРиК (KRiK Publishing House).
В том же году Геннадий Кацов вошёл в состав редакции международного литературного альманаха «Время и место».
В 2015 году вышел в свет ещё один поэтический сборник Геннадия Кацова «Три „Ц“ и Верлибрарий». В июне 2016 года Геннадий Кацов был объявлен обладателем Приза симпатий портала Stihi.lv в номинации «Неконкурсные стихи». В 2016 году книга Геннадия Кацова «25 лет с правом переписки», вышедшая в 2014 году в московском издательстве Вест-Консалтинг, была номинирована на литературную премию «Московский счет»
В 2016 году вместе с супругой Рикой организовал культуртрегерский проект «Русские сезоны в музее Рериха» в рамках которого с октября 2016 г. по июнь 2017 г. в манхэттенском музее Николая Рериха ежемесячно проходили литературно-музыкальные салоны с участием известных русско-американских литераторов и музыкантов.
В октябре 2017 г. прошел творческий вечер Геннадия Кацова в Стейнвей-Холле. Мероприятие стало для Стейнвей-холла весьма необычным, поскольку в последний раз литературные чтения проходили в нью-йоркском представительстве знаменитой фортепианной компании Steinway & Sons в 1867 году с участием Чарльза Диккенса.
В 2018-м году вместе с супругой Рикой Кацовой инициировал и осуществил международный литературный проект «70» Архивная копия от 29 апреля 2018 на Wayback Machine, посвященный 70-летию Государства Израиля, главной частью которого стала одноимённая поэтическая антология с участием 70-ти поэтов из 14-ти стран мира. Весной 2020 года Геннадий и Рика Кацовы создали виртуальный международный проект «CORONAVERSE - стихи коронавирусного времени» Архивная копия от 21 июля 2020 на Wayback Machine, куда вошли поэтические тексты, написанные во время и под влиянием карантина COVID-19. В проекте приняли участие 115 ведущих поэтов со всего мира, пишуших по-русски поэтов.  

Стихотворения Геннадия Кацова переведены на английский язык и опубликованы в США в журналах Blue Lyra Review, Tupelo Quarterly, Verse Junkies, Painters and Poets, Life and Legends.

## Премии и номинации
- Номинант на «Русскую Премию» по итогам 2013 г (лонг-лист) за книгу «Меж потолком и полом»
- Номинант на Волошинскую Премию 2014 г. за книгу «Меж потолком и полом»
- Номинант Волошинского Конкурса 2014 г. (шорт-лист)в номинации «поэзия»
- Номинант на «Русскую Премию» по итогам 2014 г (лонг-лист) за книгу «365 вокруг Солнца»
- Лауреат премии журнала «Дети Ра» за 2014 год в номинации «Поэзия»
- Номинант на премию «Московский счёт» (2015) за книгу «25 лет без права переписки»
- Номинант на премию «Московский счёт» (2018-2019) за книгу «Нью-Йоркский букварь»
- Лауреат премии «Асиломар-2022» журнала «Литературная Америка» в номинации «Публицистика»
- Лауреат конкурса «Автор года» (поэзия) сетевого портала «Заметки по еврейской истории» и журнала «Семь искусств»

## Книги
- «Игры мимики и жеста» (из-во «Слово», Нью-Йорк, 1994 г.)
- «Притяжение Дзэн» (из-во «Петрополь», С-Пб., 1999 г.)
- «Словосфера» (из-во Liberty Publishing House, Inc., Нью-Йорк, 2013 г.)
- «Меж потолком и полом» (из-во «КРиК», Нью-Йорк, 2013 г.)
- «Юношеские Экзерсисы (1983—1985)» (из-во «КРиК», Нью-Йорк, 2014 г.)
- «365 дней вокруг Солнца» (из-во «КРиК», Нью-Йорк, 2014 г.)
- «25 лет с правом переписки» (из-во «Вест-Консалтинг», Москва, 2014 г.)
- «Три „Ц“ и Верлибрарий» (из-во «КРиК», Нью-Йорк, 2015 г.)
- «Нью-йоркский букварь» (из-во «Арт Хаус медиа», Москва, 2018 г.)
- «На Западном фронте. Стихи о войне 2020 года» (из-во «Формаслов», Москва, 2021 г.)
- «Открытый перелом» (из-во «Друкарський двір Олега Федорова», Киев, 2022 г.)

## Тексты в литературных журналах, сборниках и антологиях
- Публикации в журнале «Эпсилон-салон»: «На потолке», «Революция». Пьесы № VIII, 1986; «Рассказы о Кукеле». №II, 1987; Из сб. «Ощущения». Рассказы. №VII, 1987; Стихи. №XI, 1987; «Которые ненавидят». Рассказ. XII, 1988.
- Журнал «Третья Модернизация» (Tretja Modernizacija), № 12, 1989 г. (Рига) Архивная копия от 14 марта 2014 на Wayback Machine
- Журнал «Митин Журнал» № 27, 1989 г. (Ленинград)
- Журнал «Митин Журнал» № 34, 1990 г. (Ленинград)
- «Другие. Антология современной поэзии» (Издательство «New England Publishing Co.» ,1993 г.)
- Антология «Самиздат века» (Издательство «Полифакт», 1997 г.)
- «Антология странного рассказа» (Издательство «Стэп/Многоточие», 1999 г.)
- Элита русскоязычной поэзии XXI века. Поэтический журнал «Акме» № 2(9). Москва, 2003 г.
- Литературный альманах «Окно», май 2013 г. Архивная копия от 6 июля 2013 на Wayback Machine
- Поэтический альманах «45-я Параллель», июнь 2013 г. Архивная копия от 29 октября 2013 на Wayback Machine
- Литературный ресурс «Сетевая Словесность», июль 2013 г. Архивная копия от 28 июля 2013 на Wayback Machine
- Журнал «Крещатик» № 61, сентябрь 2013 г.
- Литературный журнал «СЛОВО/WORD», Нью-Йорк. № 79, октябрь 2013 г. Архивная копия от 23 октября 2013 на Wayback Machine
- Журнал «Интерпоэзия», Нью-Йорк. № 3, ноябрь 2013 г. Архивная копия от 14 апреля 2014 на Wayback Machine
- Международный литературно-художественный и общественно-политический журнал «Время и Место», Нью-Йорк. № 4(28), ноябрь 2013 г.
- Издание «Частный Корреспондент» Архивная копия от 3 января 2014 на Wayback Machine, декабрь 2013 г.
- Сетевой ресурс «Русское Поле» Архивная копия от 3 января 2014 на Wayback Machine, январь 2014
- «Новый Журнал» 2014, № 273 Архивная копия от 1 февраля 2014 на Wayback Machine, январь 2014
- Журнал «Время и Место», Нью-Йорк. № 2, 2014 г. Архивная копия от 14 апреля 2014 на Wayback Machine
- «Новый Журнал» 2014, № 274 Архивная копия от 13 апреля 2014 на Wayback Machine, апрель 2014
- Cimarron Review Issue 187/Spring 2014 Архивная копия от 14 мая 2014 на Wayback Machine. Стихотворение на английском в переводе Алекса Сигала
- Журнал «Гвидеон» № 9, июнь 2014 г.
- «Последняя дуэль русской литературы». Мини-поэма. Архивная копия от 4 января 2018 на Wayback Machine «Поэтоград» № 50 (151), 2014
- Рецензия на книгу Гари Лайта «Траектории». Журнал «Время и место» 3 (31), 2014 Архивная копия от 10 июля 2020 на Wayback Machine
- Ветер с Гудзона. Антология современной русской поэзии Америки. Журнал «Дружба Народов» 2014, № 7 Архивная копия от 3 мая 2017 на Wayback Machine
- Евгений Степанов: «Я помогаю авторам войти в литературный процесс». Беседовал Геннадий Кацов. Архивная копия от 29 сентября 2018 на Wayback Machine Журнал «Зинзивер» № 9(65), 2014 год
- Поэтическая подборка на портале Textura
- Журнал «Зарубежные записки» № 26, 2014 Архивная копия от 21 апреля 2015 на Wayback Machine
- 4 экфрасических текста Геннадия Кацова из цикла СЛОВОСФЕРА на английском языке в переводе Алекса Сигала Архивная копия от 29 октября 2015 на Wayback Machine, Painters and Poets
- 2 экфрасических текста Геннадия Кацова из цикла СЛОВОСФЕРА на английском языке в переводе Алекса Сигала, Verse Junkies
- Антология «НАШКРЫМ». Издательство «КРиК», Нью-Йорк 2014 г. Архивная копия от 23 ноября 2014 на Wayback Machine
- Журнал «День и ночь» 2014, № 5 Архивная копия от 23 декабря 2014 на Wayback Machine
- Журнал «Дети Ра» № 12 (122), 2014 Архивная копия от 30 декабря 2014 на Wayback Machine
- «Новый журнал» № 277, декабрь 2014
- «Культура и Искусство», январь 2015 г.
- Журнал «Дружба Народов» 2015, № 3 Архивная копия от 15 апреля 2015 на Wayback Machine
- Поэтические тексты Геннадия Кацова на английском языке в переводе Алекса Сигала Архивная копия от 1 июля 2015 на Wayback Machine Blue Lyra Review Volume 2: an anthology of diverse voices
- Журнал «Время и место» № 2 (34), 2015 Архивная копия от 7 января 2018 на Wayback Machine
- Поэтические тексты Геннадия Кацова на английском языке в переводе Алекса Сигала Архивная копия от 19 июня 2015 на Wayback Machine Issue 7 of Tupelo Quarterly, «Pilgrimage, Voyage, & Return»
- Журнал «Крещатик» № 68, 2015 Архивная копия от 4 марта 2016 на Wayback Machine
- Поэтические тексты Геннадия Кацова из проекта «Словосфера» на английском языке в переводе Алекса Сигала. Архивная копия от 1 июля 2015 на Wayback Machine Life and Legends (USA) Third Edition, 2015
- Журнал «Дети Ра» № 9 (131), 2015 Архивная копия от 2 декабря 2017 на Wayback Machine
- Яков Гордин: «История — это сложное сочетание человеческих поступков…». Беседовал Геннадий Кацов. Архивная копия от 29 сентября 2018 на Wayback Machine Журнал «Дети-Ра» № 9 (131), 2015 год
- Ежегодный литературный альманах «Связь времён» (США). Выпуск за 2014-й год. Октябрь, 2015 Архивная копия от 25 октября 2015 на Wayback Machine
- Времена распада. Поэтическая подборка на портале Textura, 2016 г.
- Литературно-художественный журнал «Этажи» Архивная копия от 28 апреля 2016 на Wayback Machine, 2016 г.
- «Новый Журнал» № 282 Архивная копия от 13 мая 2016 на Wayback Machine, 2016г
- Литературно-художественный журнал «Звезда», Санкт-Петербург. № 6, июнь 2016 г. Архивная копия от 14 августа 2016 на Wayback Machine
- Литературно‐художественный альманах «Новый Гильгамеш» № 1, 2017
- Геннадий Кацов «У них зазвонил телефон…». Рассказы из «позвоночного» цикла, посвященного президентским выборам 2016 года в США. Архивная копия от 20 марта 2017 на Wayback Machine Ex Libris/Независимая газета, октябрь 2016 г.
- Геннадий Кацов «У них зазвонил телефон…». «Позвоночный» цикл, посвященный президентским выборам 2016 года в США. Архивная копия от 20 марта 2017 на Wayback Machine Журнал-газета «Мастерская» Евгения Берковича, Германия, январь 2017 г.
- Геннадий Кацов «В остекленевшей заданности…» Архивная копия от 20 марта 2017 на Wayback Machine Русское слово без границ / Russian Word Without Borders. Журнал «Знамя» № 3, 2017 г.
- «Из прошлого — транзитом». Подборка стихов Геннадия Кацова в литературном журнале «Времена» № 1, 2017 г.
- Геннадий Кацов «По ободку разомкнутого циферблата…» Русское слово без границ / Russian Word Without Borders. «Новый журнал» № 286, март 2017 г.
- Геннадий Кацов «Просыпаясь из детства». «Новый Журнал» № 287, июнь 2017 г. Архивная копия от 28 июля 2018 на Wayback Machine
- «МЕЖДУ СУДОКУ И ВОПЛЕМ. О Саше Соколове, мастере плести интигру». (эссе) Архивная копия от 12 августа 2017 на Wayback Machine Журнал «Знамя» № 8, 2017 г.
- По законам гравитации Архивная копия от 4 февраля 2018 на Wayback Machine (поэтическая подборка). Журнал «День и ночь» № 6, 2017 г.
- «Но двух песчинок не хватало». О поэте, прозаике, эссеисте Дмитрии Бобышеве Архивная копия от 24 октября 2020 на Wayback Machine (эссе). «Эмигрантская лира» № 4(20), 2017 г.
- Эмигрируя в себя и в сюжет романа. Рецензия на книгу Евгения Брейдо «Эмигрант» Архивная копия от 4 февраля 2018 на Wayback Machine. Альманах «Литературная Америка» № 3, 2017—2018
- Нечистая морда. Рождественская страшилка. Архивная копия от 4 февраля 2018 на Wayback Machine (рассказ). Журнал «Мастерская», декабрь 2017 г.
- «Дальний план». Подборка стихов в журнале «Homo Legens» № 4, 2017 г. Архивная копия от 3 мая 2018 на Wayback Machine
- Самый страшный «ночной кошмар» Иосифа Бродского. Рецензия на книгу Аси Пекуровской «„Непредсказуемый“ Бродский». Архивная копия от 4 февраля 2018 на Wayback Machine Журнал «Дружба Народов» № 1, 2018 г.
- «Рождение: четыре слагаемых» Часть I. Подборка стихов. Архивная копия от 11 марта 2018 на Wayback Machine Журнал «Семь искусств» № 2(95), февраль 2018 года
- «Рождение: четыре слагаемых» Часть II. Подборка стихов. Архивная копия от 29 апреля 2018 на Wayback Machine Журнал «Семь искусств» № 3(96), март 2018 года
- Из новых стихов. Литературно-художественный и общественно-политический журнал «Времена» № 2 (6), 2018 (стр. 109—115)
- Геннадий Кацов «Томас Венцлова — человек фронтира» (эссе) Архивная копия от 29 июня 2018 на Wayback Machine. Журнал «Знамя» № 5, 2018 г.
- Геннадий Кацов «А ты идешь к стене и видишь тень…». (стихи) Архивная копия от 27 июля 2018 на Wayback Machine. Журнал «Крещатик» № 2(80), 2018 г.
- Геннадий Кацов «Бах: гений — парадоксов друг» К 80-летию Вагрича Бахчаняна. (эссе) Архивная копия от 27 июля 2018 на Wayback Machine «Новый Журнал» № 291, июнь 2018 г.
- Curriculum Vitae, или Судьба «Ди-Пи» человека. К столетию со дня рождения поэта Ивана Елагина.(эссе) Архивная копия от 29 сентября 2018 на Wayback Machine Журнал «Октябрь» № 7, 2018 год
- «ПЛОЩАДЬ МИРА. АНТОЛОГИЯ». Сборник современной поэзии
- «Леонид Спивак. Река Теодора», рецензия Архивная копия от 29 сентября 2018 на Wayback Machine. «Новый Журнал» № 292, 2018 год
- «Портрет неопознанных пришельцев на фоне молчаливого ушельца. О Викторе Сосноре» (эссе) Архивная копия от 1 ноября 2018 на Wayback Machine. Журнал «Знамя» № 10, 2018
- «Из семейных фотографий». Подборка стихов. Литературно-художественный альманах «Новый Гильгамеш» № 2.5, 2018
- «В пространстве джет-лега». Подборка стихов Архивная копия от 24 октября 2020 на Wayback Machine. «Эмигрантская лира» № 4(24),2018
- Обе стороны Яна Пробштейна. Рецензия на книгу Я.Пробштейна «Две стороны медали» Архивная копия от 11 мая 2021 на Wayback Machine. Журнал «Знамя» №12, 2018
- Геннадий КАЦОВ «…В скоростном заплыве по ртутной реке. О писателе Андрее Битове и Черновике постмодернизма». Эссе Архивная копия от 29 мая 2019 на Wayback Machine. «Дружба Народов» № 1, 2019
- «Господи! Отведи руки твои… Эдуард Лимонов: поэтика и политика». Эссе Архивная копия от 8 августа 2020 на Wayback Machine.  Журнал «Знамя» № 8, 2019
- «Метробусы. Стансы к городскому трансу». Цикл новелл (журнальный вариант) Архивная копия от 7 ноября 2019 на Wayback Machine. Журнал «Новый Журнал» № 296, 2019
- «Метробусы. Стансы к городскому трансу». Цикл новелл. Часть первая Архивная копия от 7 ноября 2019 на Wayback Machine. Журнал «ВРЕМЕНА» № 4 (12), 2019
- «Нейтронная бомба не тронет меня». К 110-летию поэта Игоря Чиннова. Эссе Архивная копия от 7 ноября 2019 на Wayback Machine. Онлайн-журнал «Дискурс», 2019 г.
- «… и сам себе не равен»: о поэтике масок Бахыта Кенжеева. Эссе Архивная копия от 22 июля 2020 на Wayback Machine. Журнал «НЛО» № 159, 2019
- «Твой частный случай», подборка стихов. Журнал Союза писателей Москвы «Кольцо А» №132, декабрь 2019
- Поэзия как «пятистопое, искусственное существо». О проникновениях поэтического взгляда Анны Глазовой. Эссе. Архивная копия от 24 октября 2020 на Wayback Machine Литературно-публицистический журнал «Эмигрантская Лира» №4(28), 2019
- «Метробусы. Стансы к городскому трансу». Цикл новелл. Часть вторая Архивная копия от 11 февраля 2020 на Wayback Machine. Журнал «ВРЕМЕНА» № 1 (13), 2020
- «Радость Харона», подборка стихов. «Новый Континент», Чикаго, апрель 2020.
- «Я русский поэт, английский эссеист и американский гражданин». О семи сказочных «величиях замысла» Иосифа Бродского. Архивная копия от 20 июля 2020 на Wayback Machine Журнал «Дружба Народов» № 5, 2020
- «Нейтронная бомба не тронет меня. К незамеченному юбилею поэта Игоря Чиннова». Эссе. Архивная копия от 18 мая 2020 на Wayback Machine  Журнал «Знамя» №5, 2020
- «Стихи карантинного времени», подборка стихов. Журнал «Крещатик». Выпуск 88, май 2020
- «Смена часовых». Поэтическая подборка. Архивная копия от 20 июля 2020 на Wayback Machine «Новый журнал» № 299, 2020
- «Метафизическая удача». Эссе. Архивная копия от 7 августа 2020 на Wayback Machine Журнал «Крещатик» № 3, 2020
- «Меня сжигали в центре площади…». Поэтическая подборка. Архивная копия от 7 августа 2020 на Wayback Machine Журнал «Крещатик» № 3, 2020
- «Осенняя цветомузыка». Поэтическая подборка. Архивная копия от 21 сентября 2020 на Wayback Machine Журнал «Дружба Народов» №8, 2020
- Поэтическая подборка. Архивная копия от 17 октября 2020 на Wayback Machine Журнал «Новый Журнал» №300, 2020
- «Стихи карантинного времени». Поэтическая подборка. Архивная копия от 19 июля 2020 на Wayback Machine Художественно-аналитический журнал «Дискурс», 19 июня 2020 года
- «…МИР ПРИРАСТАЕТ АДОМ…». К 70-летию поэта Бориса Херсонского. Эссе. Архивная копия от 24 октября 2020 на Wayback Machine Литературно-публицистический журнал «Эмигрантская лира» N° 3(31)-2020
- «Делить с чужими чечевицу». Поэтическая подборка. Литературно-художественный журнал «ЭТАЖИ». Архивная копия от 31 октября 2020 на Wayback Machine Сентябрь, 2020
- «Я пил с Мандельштамом на Курской дуге…». К 70-летию со дня рождения поэта Александра Ерёменко. Эссе. Архивная копия от 19 октября 2020 на Wayback Machine Журнал «Знамя» № 10, 2020
- Стихи. Архивная копия от 20 января 2021 на Wayback Machine Журнал «Звезда», № 10, 2020
- «О поле, поле, кто тебя усеял граблями…» Поэтическая подборка. Архивная копия от 16 января 2021 на Wayback Machine Журнал «Связь времён» № 10, 2019-2020
- «…Этот морок земной, смерти явь». Поэтическая подборка. Архивная копия от 12 апреля 2021 на Wayback Machine Журнал «Нева» №12, 2020
- «Естественная история болезни. Поэтическая подборка. Архивная копия от 14 мая 2021 на Wayback Machine Альманах «Литературная америка» №6, 2020-2021
- «101 Jewish Poems for the Third Millennium», Ashland Poetry Press, USA, 2021
- «династия мин разгромлена, универсам закрыт…». Поэтическая подборка. Журнал «Волга» №1, 2021
- «…весело сидеть за письменным столом…». О радостной поэтике Александра Кушнера. Эссе. Архивная копия от 26 января 2021 на Wayback Machine Журнал «Знамя», N 1, 2021
- «Опять рассвет, и некому помочь…». Поэтическая подборка. Сетевой литературный и исторический журнал «Камертон». Февраль, 2021
- «Я цвёл сиренью как-то в мае». Поэтическая подборка. Архивная копия от 27 февраля 2021 на Wayback Machine Сетевой журнал «45-я параллель». Февраль, 2021
- «Бродит мальчик». Стихи Геннадия Кацова. Архивная копия от 1 марта 2021 на Wayback Machine Журнал «Текстура». Февраль, 2021
- «Уходит день за окоём...» Поэтическая подборка. Архивная копия от 20 апреля 2021 на Wayback Machine «Новый журнал» № 302, март 2021
- «В ломбард ван гог в который раз закладывает ухо…». Поэтическая подборка Архивная копия от 17 апреля 2021 на Wayback Machine. Журнал «Полутона», апрель 2021 года
- Оптика луж запотевших. Подборка стихов. Архивная копия от 14 апреля 2021 на Wayback Machine Журнал «Формаслов», апрель 2021 года
- «Фейк, ковид, антитрамписты. История повторяется как фарш». Рецензия на книгу Владимира Соловьева «Закат Америки. Американская трагедия – 2020» Архивная копия от 16 апреля 2021 на Wayback Machine. Независимая Газета Ex-Libris, апрель 2021 года
- «Всё громче удары о стенку». Подборка стихотворений. Журнал  «Prosodia», июнь 2021 г.
- «Сон во сне». Подборка стихотворений. Журнал  «Интерпоэзия» №2 2021 г.
- Из новых стихов. Поэтическая подборка. Журнал  «Времена» №3 2021 г.
- «…Имя мое из семейства кунжут». Эссе о поэте Санджаре Янышеве. Журнал Эмигрантская лире №  1(33)2021 г.
- «Райский гражданин». О поэте Юрии Иваске в интерьере его поэтологии. Эссе. Архивная копия от 14 июня 2021 на Wayback Machine Журнал «Знамя» № 6, 2021
- «Менестреляный воробей…». Рецензия на книгу Александра Габриэля. «Чёт и вычет: Стихотворения 2017—2021 гг.» Архивная копия от 25 октября 2021 на Wayback Machine. Журнал «Дружба Народов» № 8 2021 г.
- «Мы порознь, но объединены…». Рецензия на книгу Игоря Котюха 'The Isolation Tapes'. Архивная копия от 25 октября 2021 на Wayback Machine Журнал «Знамя» №9 2021 г.
- «Земля, окутанная дымкой слова…». О поэте Николае Моршене и его словотворчестве. Эссе. Архивная копия от 25 октября 2021 на Wayback Machine «Эмигрантская Лира» №3 2021 г.
- «Четверть века без Иосифа Бродского. Актуальный ориентализм». Эссе. Архивная копия от 25 октября 2021 на Wayback Machine Журнал «Новый журнал» 2021/304
- Д.К.: О Доме культуры, который построил Дмитрий Кузьмин. Эссе. Архивная копия от 2 января 2022 на Wayback Machine Эмигрантская лира №36, 2021 г.
- «Добавляя римские цифры». Поэтическая подборка. Ежегодный альманах «Связь времен» №11, 2021 г.
- Акту-ау!-альные стихи. Поэтическая подборка. Крещатик, № 4, 2021
- «…затерянные в волнах галоперидолового моря». Рецензия на книгу Владимира Коркунова "Последний концерт оркестра-призрака". Журнал НЛО, № 1, 2022
- Стихи Геннадия Кацова в проекте «NO WAR – ПОЭТЫ ПРОТИВ ВОЙНЫ»
- Депеши военного времени. Поэтическая подборка. Журнал Новый Журнал 2022/307
- Погруженные в интервал света. Рецензия на книгу Бориса Клетинича "Мое частное бессмертие". Журнал POETICA, июнь 2022
- Стихи-2022. Поэтическая подборка. Журнал «Новый Свет» № 2(36), 2022
- «Есть жизнь и за пределами фейсбука.» Поэтическая подборка. Журнал «Дружба Народов», номер 6, 2022
- Как слушать мировые хиты XX века? Интерактивный гид по поэтике легендарных музыкантов: от Леонарда Коэна до Эминема. О книге Александра Кана Главные песни XX века. Портал «Дискурс», июль 2022
- «…Чувство жизни со скоростью времени». О преодолении страха «прикосновения» в поэзии Веры Павловой. Эссе. «Эмигрантская лира», № 2 (38)/ 2022
- Антивоенная поэтическая подборка в Вестнике оппозиционной русскоязычной культуры/Russian Oppositional Arts Review (ROAR) №3, август 2022
- «Я лишь тот, кто стремится к свободе…» О книге Владимира Соловьева «Кот Шредингера в поисках автора». «НГ-EXLIBRIS», июль 2022
- Статья «Постправда» в книге «Словарь культуры XXI века». Глобальная серия, том I. «Институт перевода», Москва 2022
- «Стихи против насилия». Антология антиавторитарной поэзии от Пушкина до иноагентов. Поэтическая подборка. Независимый художественно-аналитический журнал «Дискурс», октябрь 2022
- «Даже если не твоя война…». Поэтическая подборка. Журнал Крещатик №98, 2022
- Антология «Поэзия последнего времени Хроники» (СПб. Издательство Ивана Лимбаха, 2022)
- «Стихи против насилия». Антология антиавторитарной поэзии от Пушкина до иноагентов. Независимый художественно-аналитический журнал «Дискурс», октябрь 2022
- О магических особенностях карточной системы. В юбилейном году Льва Рубинштейна. Эссе. Журнал «Знамя» №11, 2022
- «…И млечным всё идёт путём». Поэтическая подборка. Журнал Времена №4(24), декабрь 2022 стр. 42
- «Человек по словоизъявлению. К юбилею Сергея Гандлевского — гражданского активиста и поэтического сталкера». Эссе. Независимый художественно-аналитический журнал «Дискурс», декабрь 2022
- «Все буквы умерли...» Подборка стихов. Ежегодный альманах «Литературная Америка», США, №8, 2021-2022
- «Из последних стихов о последней войне». Поэтическая подборка. Журнал-газета «Мастерская» (Германия), декабрь 2022
- Подборка стихов в антологии Поэзия последнего времени. Издательство Ивана Лимбаха, Санкт-Петербург 2022
- Геннадий Кацов «"…твоя душа впотьмах тебя узнала". О стремлении к счастью в поэтике Веры Павловой». Журнал«Знамя» №1, 2023
- Подборка стихов в сборнике «Антелен» №12. Издательство «Друкарський двір Олега Федорова» февраль 2023
- «Производные от волшебства Об Игоре Губермане и его "гариках"». Эссе. «Эмигрантская лира» № 1 (41)/ 2023
- Геннадий Кацов «Роберт Фрост: времена года. Метеорологическая проза». Новый Журнал, номер 310, 2023
- 24 эссе Геннадия Кацова в антологии «Творческие портреты». Издательство «Эмигрантская лира». Льеж (Бельгия) апрель 2023
- «На краю вселенского вранья…» Об универсальных смыслах поэтического мира Александра Кабанова. Эссе. Журнал «Крещатик» №100, 2023
- Геннадий Кацов «если враг не сдаётся — он, значит, внутри». Поэтическая подборка. ROAR (Resistance and Opposition Arts Review) № 7, апрель 2023
- В чем секрет «гариков» Губермана: лаконизм японской поэзии, веселый трагизм обэриутов и сочность русской частушки. Эссе. Сетевой журнал «Дискурс». Май 2023
- Протекает жизынь одноразово. Подборка стихов. Сетевой журнал «Точка зрения». Май 2023
- Подборка стихов на английском языке (Translated by Laurence Bogoslaw). Журнал 'East West Literary Forum'. Май 2023
- «Райский гражданин» о выдающемся поэте второй волны эмиграции в США Юрии Иваске. Эссе. «Бостон. Город и люди». Книга вторая. (Издательство M-Graphics, Boston MA)
- Геннадий Кацов «… мир был создан первым сумасшедшим». Поэтическая подборка. Литературный альманах «Связь времен. 12-13», Калифорния. Июнь 2023
- «Я — сон, который снится вам в стране, войною опалимой». Как строятся универсальные смыслы поэтики Александра Кабанова. Эссе. Сетевой журнал «Дискурс». Июнь 2023
- Поэтическая подборка в ежегодном литературном альманахе «Витражи 2023».  Мельбурн Австралия, июнь 2023
- Иван Жданов: между фотомедиа и фотороботом. Эссе. «Эмигрантская лира» № 2 (42)/ 2023
- Метареализм: опрос. Литературный онлайн-журнал «Poetica» №2, 2023
- «...горе течет от ума». Подборка стихов. «Новый Журнал» № 313, Декабрь 2023
- «Коллективное бессознательное русской поэзии XXI века. В юбилейном году поэта Владимира Гандельсмана». Эссе. Журнал «Знамя» №12, 2023
- «С кем ты сам, соглядатай ночной?» В юбилейном году Олега Чухонцева. Эссе. «Эмигрантская лира» № 4 (44)/ 2023
- Метареализм: опрос. Литературный онлайн журнал Poetica, №2. 2023 год.
- «Туши свет». Подборка стихов. Журнал-газета «Мастерская», январь 2024
- «Туши свет». Подборка стихов. Журнал-газета «Мастерская» (Германия), январь 2024
- «Из пробитого черепа горе течёт от ума...» Поэтическая подборка. Журнал «Времена» (США), №1 2024.
- A “seasoned dissident” speaks up. Gennady Katsov talks to Martin Bright. Interview. Журнал Index on Censorship (Великобритания). Vol.52/NO 4. Winter 2023-2024.
- «новости из актуальных кунсткамер...» Поэтическая подборка. Журнал «ROAR» (Израиль), №13, 2024
- «Всё прочее – литература». В юбилейном году Ольги Седаковой. Эссе. Литературно-публицистический журнал «Эмигрантская лира» № 2 (46)/ 2024
- «И всё-таки яблоки ведь на нашей стороне?» О письме и письмах Марии Галиной. Эссе. Литературно-публицистический журнал «Эмигрантская лира» № 3 (47)/ 2024
- «Горячий букварь набегает». Текст и контексты Петра Чейгина. Эссе. Литературно-публицистический журнал «Эмигрантская лира» № 4 (48)/ 2024
- «будто будда будто будда…» К 75-летию Андрея Монастырского. Эссе. Журнал Знамя (Москва), №6, 2024
- Видеоклип музыкальной группы «Шатко- Valko” (Финляндия) на текст Г. Кацова
- О поэтике Олега Чухонцева в мире симулякров. Эссе. Журнал «Дискурс» (Прибалтика), 6 марта 2024
- Монастырский и пустота. О пути акциониста, никогда не перестававшего быть поэтом. Эссе. Журнал «Дискурс» (Прибалтика), 28 октября 2024